# 早川絵美
早川 絵美（はやかわ えみ、1955年1月3日 - ）は、日本の女優。本名、古川 恵美子（ふるかわ えみこ）。旧姓名及び旧芸名は、菅沢 恵美子（すがさわ えみこ）。
東京都出身。身長163cm、体重45kg。血液型はA型。東京家政大学短期大学部卒業。夫は俳優の誠直也。1女の母。オフィスBen所属。

## 来歴
東京家政大学附属女子高校在学中に、好きな踊りや芝居が出来るからという理由で東映演技研修所に入り、本名でテレビドラマに出演する。特技の少林寺拳法（初段）を生かし、1974年に映画『女必殺拳』（東映）で主人公を助ける女空手家・早川絵美役に抜擢され正式にデビュー。以後はその役名を芸名とする（なお当初は志穂美悦子が早川絵美を演じる予定だった）。
代表作に『ザ・カゲスター』（NET）のヒロイン・風村鈴子役がある。口を露出していることから変身後（厳密に言えば、分身）のベルスターのスーツアクターも担当した。他に『横溝正史シリーズII / 真珠郎』（毎日放送）でも、特撮を用いたオープニングなど多くの見せ場を持つ重要なキャラクター・真珠郎を演じた。
『特捜最前線』（テレビ朝日）での共演が縁で、誠直也と結婚。一女あり。
自身のきょうだいは弟、妹がいる。
1991年から1994年前半までは、「愛川 絢子」（あいかわ じゅんこ）名義で活動していた。
特技は、少林寺拳法、殺陣、太極拳。

## 出演

### テレビドラマ
- 刑事くん（TBS）
  - 第1部 第48話「緑映える夢」（1972年）
  - 第2部 第32話「めぐり逢う日まで」（1973年） - テレビのアイドル
- 仮面ライダーシリーズ（MBS）
  - 仮面ライダー 第80話「ゲルショッカー出現! 仮面ライダー最後の日!!」（1972年） - すみ子
  - 仮面ライダーV3 第33話「V3危うし! 帰ってきたライダー1号、2号!!」（1973年） - 寒川弓子
- 非情のライセンス 第1シリーズ（1973年、NET）
  - 第4話「兇悪のサファイア」
  - 第15話「兇悪の像」
  - 第24話「兇悪の回路」－ウェイトレス
- プレイガールシリーズ （12ch）
  - プレイガール
    - 第236話「女一匹くれない仁義」（1973年） - 吉岡洋子

  - プレイガールQ
    - 第3話「燃えよ! 女番長」（1974年） - 怜子 ※早川恵美名義
    - 第70話「裸の花嫁地獄行き」（1976年） - 冬島道子
- 風雲ライオン丸 第21話「危うし! 伊賀の三兄弟」（1973年、CX） - 百合香 ※菅沢絵三子名義
- スーパーロボット レッドバロン 第35話「恐怖の吸血ヴィールス」（1974年、NTV）
- ウルトラマンレオ（TBS）
  - 第6話「男だ! 燃えろ!」（1974年） - 洋子
  - 第47話「恐怖の円盤生物シリーズ! 悪魔の星くずを集める少女」（1975年） - 若い女
- 怪奇ロマン 君待てども（1974年、THK） - 伊吹良子
- 闘え!ドラゴン 第18話「ドラゴン大逆転」（1974年、12ch） - 桜田百恵
- 大江戸捜査網シリーズ（12ch→TX）
  - 大江戸捜査網
    - 第216話「音次郎心中未遂」（1975年）
    - 第318話「おんな拳法 仇討ち絵巻」（1977年） - さつき
    - 第424話「長屋を襲う二万坪の陰謀」（1979年） - おとよ
    - 第524話「お命買います替え玉屋」（1981年） - おくみ
    - 第535話「おんな唐人拳・望郷の孤児」（1982年） - 張美麗 / 張春麗
    - 第611話「美女必殺剣! 非情の果し状」（1983年） - 畑山綾

  - 新 大江戸捜査網 第26話「さらば隠密同心」（1984年） - おしん
- ザ・カゲスター（1976年、NET） - 風村鈴子 / ベルスター
- 破れ傘刀舟悪人狩り 第119話「初春の虹を越えて」（1977年、NET）
- ぐるぐるメダマン 第27話「エッ!! メダマンがおじいさんに!?」（1977年、12ch）- ひとみ / ネズキュラー
- ご存知!女ねずみ小僧 第10話「あじさいは七変化」（1977年、CX） - おふみ
- 人形佐七捕物帳 第32話「十手に含めた因果」（1977年、ANB） - おせつ
- 暴れん坊将軍（ANB）
  - 吉宗評判記 暴れん坊将軍
    - 第5話「大奥に咲いた春」（1978年） - お妙
    - 第33話「天下御免の大名じるこ」（1978年） - 雪乃
    - 第121話「花咲ける女武士道」（1980年）- 美穂

  - 暴れん坊将軍II
    - 第40話「泣くな隠密落第生!」（1983年） - おくに
    - 第93話「天下を占う大姐御!」（1985年） - おしの
    - 第129話「男の約束! 紀州の海鳴り」（1985年） - 雪江
- 特捜最前線（ANB）
  - 第49話「時効5分前のチャップリン!」（1978年）
  - 第64話「牛肉闇ルート殺人事件!」（1978年）
- 新 木枯し紋次郎 第22話「鬼が一匹関わった」（1978年、12ch）
- 横溝正史シリーズII / 真珠郎（1978年、MBS） - 真珠郎 / 伊奈子
- 必殺シリーズ（ABC）
  - 江戸プロフェッショナル・必殺商売人 第23話「他人の不幸で荒稼ぎ」（1978年） - 茜
  - 必殺からくり人・富嶽百景殺し旅 第2話「隠田の水車」（1978年） - おたね
  - 翔べ! 必殺うらごろし 第10話「女は子供を他人の腹に移して死んだ」（1979年） - お京
- 桃太郎侍（NTV）
  - 第84話「無言で許す親心」（1978年） - お直
  - 第148話「つばめのつばめ」（1979年） - 汐姫
- 宇宙からのメッセージ・銀河大戦 第16話「からくり館の少女」（1978年、ANB） - クモビト
- 柳生一族の陰謀（ANB）
  - 第4話「大奥の妖女」（1978年） - 千早
  - 第35話「亡霊は深夜にすすり泣く」（1979年） - きく
- 破れ新九郎（ANB）
  - 第7話「通り雨ならお命頂戴」（1978年） - お佐和
  - 第19話「無惨、狙われた百姓妻」（1979年） - とめ
- 水戸黄門 第9部 第25話「黄門さまの天狗退治 -館林-」（1979年、TBS） - お里
- じょっぱり（1979年、THK）
- 俺たちは天使だ! 第11話「運が悪けりゃゴリラが泣くぞ」（1979年、NTV） - 竹田あつ子
- 土曜ワイド劇場（ANB）
  - 京都殺人案内 花の棺（1979年、ABC） - 小川恵子
  - 消えた女 浴衣の美人姉妹に殺意が…（1989年）
  - 探偵・神津恭介の殺人推理 こだま号遠隔マジック!?（1990年） - 水谷滋子
  - 殺意を抱く女たち!（1995年）
  - 車椅子の弁護士・水島威 盗聴された密会（1996年） - 小杉芳枝
  - 車椅子の弁護士・水島威5 狙われた美人マラソンランナー（1998年）
- 半七捕物帳 第9話「蟹のお角」（1979年、ANB）
- ザ・スーパーガール 第22話「花嫁強奪 殺しの前に裸をうばえ」（1979年、12ch）
- 花王 愛の劇場 / 北の宿から（1979年、TBS）
- 騎馬奉行 第4話「狐狩り伝説 皆殺しの村」（1979年、KTV）
- 江戸の牙 第10話「妖艶! 密室の謎」（1979年、ANB） - おりょう
- 西遊記II 第5話「妖異 太陽が二つの国」（1979年、NTV） - 紅風洞の女
- 頓珍館おやじ 第12話（1980年、ANB） - 令子
- あいつと俺 第1話「男 オホーツクに消える」（1980年、12ch）
- 土曜ナナハン学園危機一髪 / もうさみしくなんかないぞ（1980年、CX）
- 太陽にほえろ!（NTV）
  - 第485話「ウサギとカメ」（1981年） - 古沢美津子
  - 第584話「盗聴」（1984年） - 望月和美
- 火曜サスペンス劇場（NTV）
  - 炎の記憶（1982年）
  - 嘘を重ねて（1989年）
  - 救急指定病院6（1996年）
- ザ・サスペンス（TBS）
  - 闇の呼ぶ声（1983年）
  - 処女が見た 美しい尼僧の許されぬ罪（1984年）
- 眠狂四郎無頼控 第14話「お庭番悲話! 裏切りの人肌」（1983年、TX） - 八重
- 銭形平次 第870話「はやり風邪」（1983年、CX） - おりん ※大川橋蔵版
- 遠山の金さん 第1シリーズ 第97話「男運の悪い美女が二人!」（1984年、ANB）
- 私鉄沿線97分署 第38話「パパを恨むな! キャンピング!!」（1985年、ANB）
- 刑事弁護人・吾が子殺人（1987年、TX）
- ドラマ23 / 下町の空は茜色（1988年、TBS）
- 乱歩賞作家サスペンス / 雪の蛍（1989年、KTV）
- 男と女のミステリー（CX）
  - 母と名乗れない夜（1989年）
  - 海辺の骨（1990年）
- ハロー!グッバイ 第8話「刑事と妹」（1989年、NTV）
- さすらい刑事旅情編（ANB）
  - さすらい刑事旅情編II 第11話「湯煙り伊豆に消えた美人留学生」（1989年）
  - さすらい刑事旅情編IV 第2話「女流漫画家の秘密・週末特急に乗る娘」（1991年）
  - さすらい刑事旅情編V 第15話「湯煙り北陸路・同窓会ツアーで死んだ女」（1993年）
- 花も実もある（1990年、NHK）
- 刑事貴族 第1話「その時、狼はめざめた」（1990年、NTV）
- 火曜スーパーワイド / なんでも屋探偵帳 はりつけ島連続殺人（1990年、ANB）
- 赤い殺意（1991年、CX）
- 代表取締役刑事 第36話「さらば友よ」（1991年。ANB）
- 火曜ミステリー劇場
  - 豆腐屋直次郎の裏の顔3（1991年、ABC）
  - 十津川警部の反撃 "のと恋路号"殺意の旅（1991年、ANB）
- 七人の女弁護士 第2シリーズ 第6話「アリバイは痴漢!? 姑が覗いた別居妻の夫殺し…」（1991年、ANB）
- 旅情サスペンス / 夕映えの松江 鰻のたたき（1992年、KTV）
- 裏刑事-URADEKA- 第6話「デートクラブ・黒い疑惑」（1992年、ABC）
- 徳川無頼帳 第22話「聖母・マリアの涙」（1992年、TX）
- ネオドラマ（ANB）
  - 聖夜に花束（1992年）
  - 少女の微熱（1993年）
- 素晴らしきかな人生 第4話「女がこの世を狂わす」（1993年、CX）
- 月曜ドラマスペシャル（TBS）
  - 熱血弁護士の事件ノート（1993年）
  - 交通刑務所・刑務官（1995年）
  - 殺意の証明（1995年）
- 半熟卵 Egg1「ママのお見合い」（1994年、CX）
- 金曜エンタテイメント / 二人の母（1994年、THK）
- 名奉行 遠山の金さん 第6シリーズ 第9話「女、霧の中の殺意」（1994年、ANB） - お艶
- はぐれ刑事純情派（ANB）
  - PART VII 第10話「凶器は鋏！ベッドを買った男」（1994年） - 長谷川恵美子
  - PART VIII 第4話「不倫妻! 帰宅拒否症の男」（1995年）
- 銭形平次 第5シリーズ 第2話「招かれざる客」（1995年、CX） ※北大路欣也版
- 京の刺客（1996年、ANB）
- 女と愛とミステリー / 不倫調査員・片山由美2 京都－鳥取・ワイン心中の謎（2001年、TX） - 黒い帽子の女
- 猟奇的な彼女 8回戦「予想外のライバル」（2008年、TBS）
- Tomorrow〜陽はまたのぼる〜 第8話「看護師長、倒れる!!」（2008年、TBS） - 児童福祉センター職員
- 十津川警部シリーズ8・外房線に消えた女（2019年、TBS） ‐ 橋本早苗

### 映画
- 海軍横須賀刑務所（1973年、東映）
- 女必殺拳（1974年、東映） - 早川絵美
- 男組（1975年、東映）
- ザ・カラテ3 電光石火（1975年、東映） - 陳愛玲
- ザ・カゲスター（1976年、東映） - 風村鈴子 / ベルスター
- 病院へ行こう（1990年、東映） - 少女の母親